# Dědová
Dědová (en allemand : Diedowa) est une commune du district de Chrudim, dans la région de Pardubice, en République tchèque. Sa population s'élevait à 136 habitants en 2022.

## Géographie
Dědová se trouve à 6 km à l'est du centre de Hlinsko, à 26 km au sud-sud-est de Chrudim, à 34 km au sud-sud-est de Pardubice et à 117 km à l'est-sud-est de Prague.
La commune est limitée par Kladno au nord-ouest et au nord, par Krouna à l'est, par Kameničky au sud, et par Jeníkov à l'ouest.

## Histoire
La première mention écrite de la localité date de 1392.

## Galerie

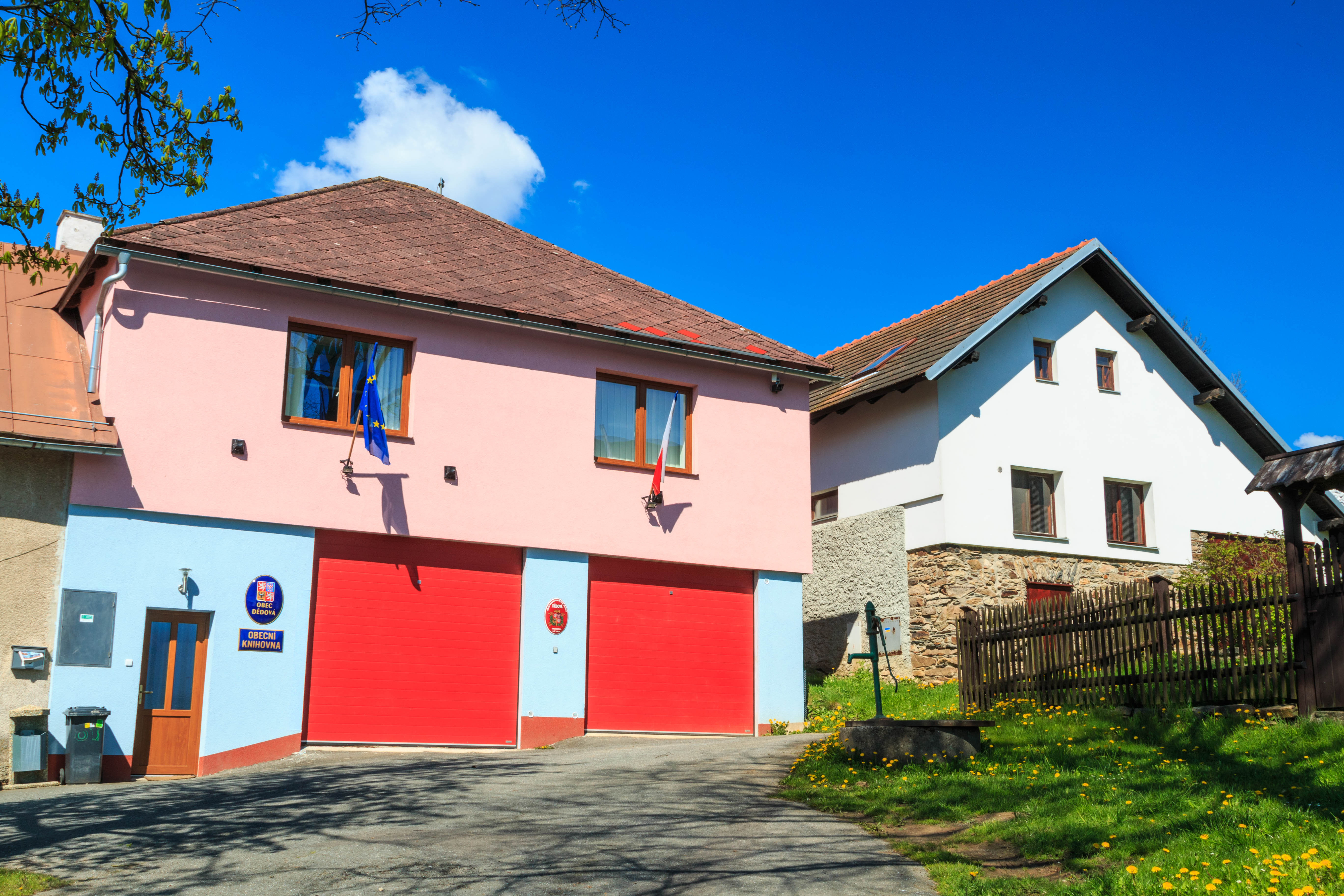
Mairie de Dědová.
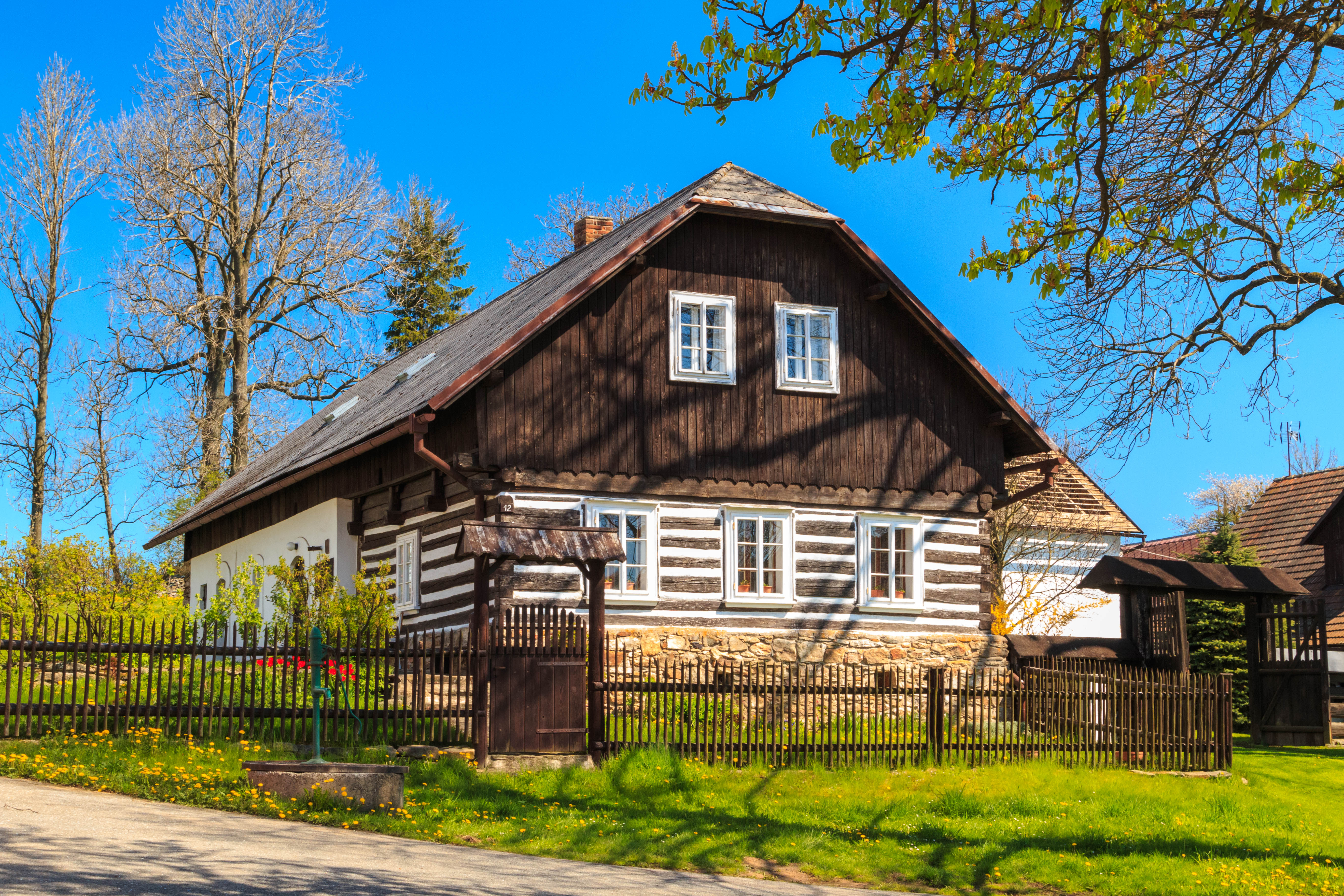
Maison en bois.

## Transports
Par la route, Dědová se trouve à 7 km de Hlinsko, à 33 km de Chrudim, à 44 km de Pardubice et à 153 km de Prague. 